# Onthophagus minax
Onthophagus minax är en skalbaggsart som beskrevs av D'orbigny 1904. Onthophagus minax ingår i släktet Onthophagus och familjen bladhorningar. Inga underarter finns listade i Catalogue of Life.